# Хаскелл (Техас)
Хаскелл (англ. Haskell) — город в США, расположенный в северной части штата Техас, административный центр одноимённого округа. По данным переписи за 2010 год число жителей составляло 3322 человека, по оценке Бюро переписи США в 2018 году в городе проживало 3240 человек.

## История
Одним из первых поселенцев в районе нынешнего города в 1879 году стал Томас Такер, брат которого участвовал в экспедиции Рэндольфа Марси 1849 года. Такер стал первым судьёй округа Хаскелл, который был создан в 1885 году. В том же году в городе открылось почтовое отделение, поселение было переименовано в Хаскелл в честь солдата Техасской революции Чарльза Хаскелла, погибшего в резне при Голиаде.
Первые церковные службы проходили в салуне Road to Ruin. В 1886 году начался выпуск газеты Haskell Free Press. В 1900 году от города была проведена железная дорога Texas Central Railroad до Стамфорда. В 1906 году был основан добровольный отряд борьбы с пожарами. В 1907 году город получил устав, началось формирование органов местного управления. Перед Второй мировой войной было открыто нефтяное месторождение Лоусон. В послевоенное время в городе работало более 100 предприятий, в том числе хлопкоочистительная машина, молокоперерабатывающие, консервные и хлопчатобумажные заводы аэропорт, банк, больница и 18 церквей.

## География
Хаскелл находится в центральной части округа, его координаты: 33°09′35″ с. ш. 99°43′55″ з. д..
Согласно данным бюро переписи США, площадь города составляет около 9,3 км2, полностью занятых сушей.

### Климат
Согласно классификации климатов Кёппена, в Хаскелле преобладает влажный субтропический климат (Cfa).
| Показатель                | Янв.  | Фев.  | Март | Апр. | Май  | Июнь | Июль | Авг. | Сен. | Окт. | Нояб. | Дек.  | Год   |
| ------------------------- | ----- | ----- | ---- | ---- | ---- | ---- | ---- | ---- | ---- | ---- | ----- | ----- | ----- |
| Абсолютный максимум, °C   | 31,7  | 34,4  | 38,3 | 41,1 | 44,4 | 46,1 | 46,1 | 46,1 | 42,8 | 40,6 | 32,8  | 31,7  | 46,1  |
| Средний максимум, °C      | 13    | 15,2  | 20,4 | 25,6 | 29,4 | 33,6 | 35,8 | 35,7 | 31,3 | 25,7 | 18,7  | 13,8  | 24,8  |
| Средняя температура, °C   | 5,8   | 7,8   | 12,6 | 17,9 | 22,3 | 26,8 | 28,9 | 28,6 | 24,4 | 18,5 | 11,7  | 6,8   | 17,7  |
| Средний минимум, °C       | −1,4  | 0,4   | 4,7  | 10,1 | 15,2 | 20   | 22   | 21,5 | 17,6 | 11,3 | 4,6   | −0,2  | 10,5  |
| Абсолютный минимум, °C    | −19,4 | −21,1 | −15  | −4,4 | 1,1  | 7,8  | 10,6 | 9,4  | 2,2  | −5,6 | −16,7 | −21,1 | −21,1 |
| Норма осадков, мм         | 23    | 32    | 34   | 58   | 90   | 80   | 53   | 58   | 69   | 62   | 33    | 28    | 619   |
| Источник: weatherbase.com |       |       |      |      |      |      |      |      |      |      |       |       |       |

## Население
Согласно переписи населения 2010 года в городе проживало 3322 человека, было 1173 домохозяйства и 780 семей. Расовый состав города: 80,4 % — белые, 4,9 % — афроамериканцы, 0,8 % — коренные жители США, 0,8 % — азиаты, 0 % (0 человек) — жители Гавайев или Океании, 10,7 % — другие расы, 2,5 % — две и более расы. Число испаноязычных жителей любых рас составило 26,8 %.
Из 1173 домохозяйств, в 29,8 % живут дети младше 18 лет. 48,1 % домохозяйств представляли собой совместно проживающие супружеские пары (15 % с детьми младше 18 лет), в 12,8 % домохозяйств женщины проживали без мужей, в 5,6 % домохозяйств мужчины проживали без жён, 33,5 % домохозяйств не являлись семьями. В 30,6 % домохозяйств проживал только один человек, 16,5 % составляли одинокие пожилые люди (старше 65 лет). Средний размер домохозяйства составлял 2,37 человека. Средний размер семьи — 2,92 человека.
Население города по возрастному диапазону распределилось следующим образом: 23,6 % — жители младше 20 лет, 26 % находятся в возрасте от 20 до 39, 30,7 % — от 40 до 64, 19,5 % — 65 лет и старше. Средний возраст составляет 40,3 года.
Согласно данным пятилетнего опроса 2018 года, средний доход домохозяйства в Хаскелле составляет 47 352 доллара США в год, средний доход семьи — 58 320 долларов. Доход на душу населения в городе составляет 20 214 долларов. Около 19,4 % семей и 21,4 % населения находятся за чертой бедности. В том числе 32,8 % в возрасте до 18 лет и 4,6 % старше 65 лет.

## Местное управление
Управление городом осуществляется мэром и городским советом, состоящим из пяти человек, один из которых назначается заместителем мэра.

## Инфраструктура и транспорт
Основными автомагистралями, проходящими через Хаскелл, являются:
- автомагистраль 277 США идёт с северо-востока от Симора на юго-запад к Ансону.
- автомагистраль 380 США идёт с востока от Трокмортона на запад к Аспермонту.

В городе располагается муниципальный аэропорт Хаскелла. Аэропорт располагает одной взлётно-посадочной полосой длиной 1042 метра. Ближайшим аэропортом, выполняющим коммерческие рейсы, является региональный аэропорт Абилина. Аэропорт находится примерно в 95 километрах к югу от Хаскелла.

## Образование
Город обслуживается консолидированным независимым школьным округом Хаскелл.

## Экономика
Согласно бюджету города на 2016—2017 финансовый год, планируемые доходы и расходы города в 2017 году составят примерно $2,9 млн.